# Jacek Hałasik
Jacek Hałasik (ur. 15 kwietnia 1944 w Poznaniu, zm. 25 czerwca 2018) – dziennikarz radiowy, popularyzator gwary poznańskiej.

## Kariera
Po ukończeniu Technikum Łączności w Poznaniu 1 sierpnia 1964 rozpoczął pracę w Polskim Radiu Poznań. Początkowo pracując w radiowej technice, współpracował przy tworzeniu serwisów sportowych i transmisji z wieloma komentatorami z lat 60., 70. i 80., m.in. z Edmundem Pacholskim. W 1996 otrzymał tytuł Zasłużonego Działacza Kultury Fizycznej, a w styczniu tego roku uhonorowany został tytułem „Supersenior poznańskiego sportu”. Był znawcą gwary poznańskiej i historii, przede wszystkim Poznania, choć nie tylko. Od wielu lat razem z Juliuszem Kublem prowadził uroczystości święta bamberskiego. Z Markiem Rezlerem na antenie Radia Poznań prowadził audycję „Jasny fyrtel”, a w Wielkopolskiej Telewizji Kablowej WTK i Ratajskiej Telewizji Kablowej audycję „Mój Poznań, moja Wielkopolska”. Był także felietonistą „Gazety Poznańskiej”.
29 czerwca 2018 roku został pochowany na cmentarzu w Przeźmierowie.

## Upamiętnienie
W 2023 roku Rada Miasta Poznania w drodze uchwały nadała imię Jacka Hałasika przestrzeni zielonej na Łazarzu u zbiegu ulic Kolejowej i Klaudyny Potockiej, dotychczas bezimiennej. W marcu 2024 roku dokonano oficjalnego otwarcia skweru.